# N-아세틸세로토닌
N-아세틸세로토닌(영어: N-acetylserotonin, NAS) 또는 노르멜라토닌(영어: normelatonin)은 세로토닌으로부터 멜라토닌을 내인성으로 생성하는 과정에서의 자연적으로 생성되는 화학 전구체 및 대사 중간생성물이다. N-아세틸세로토닌은 멜라토닌 수용체 작용제, 트로포마이오신 수용체 키네이스 B(TrkB) 수용체의 작용제로서 작용하고 항산화 효과를 갖는 것을 포함하여 그 자체로 생리활성을 가지고 있다.

## 생리 기능
멜라토닌과 마찬가지로 N-아세틸세로토닌은 멜라토닌 수용체인 멜라토닌 수용체 1A, 멜라토닌 수용체 1B, 멜라토닌 수용체 1C의 작용제이며, 신경전달물질로 간주될 수 있다. 또한 N-아세틸세로토닌은 세로토닌과 멜라토닌이 없는 뇌의 일부 영역에 분포되어 있어 멜라토닌의 합성 과정에서 전구체로 작용하는 것 뿐만 아니라 고유의 중심적인 역할을 가질 수 있음을 시사한다. N-아세틸세로토닌은 항우울제, 신경영양 효과 및 인지강화 효과를 가지고 있는 것으로 알려져 있으며, 노화와 관련된 인지력 감퇴 및 우울증의 치료를 위한 표적으로 제안되었다.

### 트로포마이오신 수용체 키네이스 B(TrkB) 수용체
N-아세틸세로토닌은 강력한 트로포마이오신 수용체 키네이스 B(TrkB) 수용체의 작용제로 작용하는 반면, 세로토닌과 멜라토닌은 그렇지 않다. 쥐에 대한 N-아세틸세로토닌의 아만성 및 만성 투여는 신경 전구세포(NPC)의 증식을 유도하고, TrkB의 차단은 이러한 효과가 TrkB 의존적임을 시사한다. N-아세틸세로토닌은 또한 수면이 부족한 생쥐에서 N-아세틸세로토닌을 크게 증가시키는 것으로 밝혀졌다. N-아세틸세로토닌의 항우울제 및 신경영양 효과는 부분적으로 TrkB 수용체의 작용체로서의 역할에 기인한다고 생각된다.

### 항산화 특성
N-아세틸세로토닌은 강력한 항산화제로 역할을 하며, 항산화제로서의 N-아세틸세로토닌의 효과는 사용된 실험 모델에 따라 다른 것으로 밝혀졌으며, 산화적 손상으로부터 호호하는 데 멜라토닌보다 5배~20배 더 높은 효과가 있는 것으로 설명되었다. N-아세틸세로토닌은 마이크로솜 및 미토콘드리아에서 지질 과산화로부터 세포소기관을 보호하는 것으로 나타났다. N-아세틸세로토닌은 또한 말초 혈액 림프구에서 활성산소의 수준을 낮추고 t-뷰틸화 하이드로퍼옥사이드 유도 활성산소 및 다이아마이드 유도 활성산소에 대한 항산화 효과를 나타내는 것으로 보고되었다. N-아세틸세로토닌은 또한 산화 질소 생성효소를 저해하는 것으로 관찰되었다.

### 항염증 효과
N-아세틸세로토닌은 항염증 효과가 있는 것으로 보고되었다. N-아세틸세로토닌은 분화된 THP-1 유래 사람 단핵구에서 전염증성 사이토카인 종양괴사인자-α(TNF-α)의 지질다당류 자극 생산을 억제하는 것으로 나타났다.

### 기타 특성
N-아세틸세로토닌은 선택적 세로토닌 재흡수 저해제(SSRI) 및 모노아민 산화효소 저해제(MAOI)의 항우울제 효과에 역할을 할 수 있다. 선택적 세로토닌 재흡수 저해제(SSRI)인 플루옥세틴과 모노아민 산화효소 A 저해제인 클로르길린은 세로토닌 작동성 기작을 통해 간접적으로 아르알킬아민 N-아세틸트랜스퍼레이스(AANAT)를 상향 조절하여 만성 투여 후 N-아세틸세로토닌의 수준을 증가시키며, 이는 항우울제 효과와 관련이 있다. 게다가 빛에 노출되는 것은 N-아세틸세로토닌의 합성을 억제하고, 모노아민 산화효소 저해제(MAOI)의 항우울제 효과를 감소시킨다. 또한, 아르알킬아민 N-아세틸트랜스퍼레이스(AANAT) 유전자제거 생쥐는 동물에 대한 우울증 실험에서 대조군 쥐에 비해 상당히 큰 부동시간을 나타낸다. 이러한 데이터는 기분 조절 및 항우울제로 인한 치료 효과에서 N-아세틸세로토닌의 잠재적인 역할을 지원한다.
N-아세틸세로토닌은 현재 확인되지 않는 메커니즘에 의한 모노아민 산화효소 저해제(MAOI)의 임상 치료에서 보이는 기립성 저혈압의 원인이 될 수 있다. N-아세틸세로토닌은 설치류에서 혈압을 낮추고, 솔방울샘 절제(솔방울샘은 N-아세틸세로토닌 및 멜라토닌 합성의 주요 부위임)는 클로르길린의 저혈압 효과를 없앤다.

## 생화학
N-아세틸세로토닌은 아르알킬아민 N-아세틸트랜스퍼레이스(AANAT)에 의해 세로토닌으로부터 생성되고, 아세틸세로토닌 O-메틸트랜스퍼레이스(ASMT)에 의해 멜라토닌으로 전환된다.
N-아세틸세로토닌은 세로토닌과 달리 혈액뇌장벽을 통과할 수 있다.

## 같이 보기
- 세로토닌
- 멜라토닌
- 트로포마이오신 수용체 키네이스 B